# Zawodność rynku
Zawodność rynku (ang. market failure) – sytuacja, w której mechanizm rynkowy nie prowadzi do efektywnej (w sensie Pareta lub Kaldora-Hicksa) alokacji zasobów. Nieefektywność ta jest wykorzystywana jako argument na rzecz interwencji państwa na rynku.

## Charakterystyka
Do najważniejszych źródeł zawodności rynku zalicza się:
- zawodność konkurencji[1],
- istnienie dóbr publicznych[1],
- istnienie efektów zewnętrznych[1],
- niepełną informację rynkową  i asymetrię informacji[2].

Według ekonomii dobrobytu efektem zawodności rynku jest zbędna strata społeczna.
Występowanie zawodności rynku nie wskazuje jednoznacznie na skuteczność ewentualnych rozwiązań regulacyjnych, co jest spowodowane między innymi występowaniem zawodności państwa.
Według niektórych przedstawicieli szkoły austriackiej „zawodność rynku” to skutek ograniczania mechanizmów rynkowych przez wcześniejszą ingerencję państwa. Większość jednak przedstawicieli heterodoksyjnych nurtów leseferystycznych w ogóle zaprzecza istnieniu zawodności rynku, co wynika przede wszystkim z odmienności w definiowaniu kryterium efektywności alokacji zasobów w stosunku do ortodoksyjnych nurtów współczesnej myśli ekonomicznej.

### Zawodności rynku na rynku ubezpieczeniowym
Jednym z rodzajów zawodności rynku jest zawodność rynku ubezpieczeń, czyli sytuacja w której rynek ubezpieczeń jest nieefektywny lub wręcz niemożliwy do zaistnienia.
Źródła zawodności rynku ubezpieczeniowego:
- ryzyko systemowe – ryzyko zapaści gospodarki będące konsekwencją kryzysu instytucji ubezpieczeniowych, co może prowadzić do istotnych, negatywnych skutków makroekonomicznych w konsekwencji braku niezbędnej ochrony ubezpieczeniowej lub w konsekwencji deficytu zaufania do instytucji ubezpieczeniowych;
- ryzyko upadłości poszczególnych instytucji ubezpieczeniowych – wstrzymanie wykonywania zawartych kontraktów ubezpieczeniowych, co może doprowadzić do negatywnych skutków mikroekonomicznych dla ubezpieczonych oraz innych wierzycieli[5];
- asymetria informacji – stan rzeczy, w którym strony kontraktu ubezpieczeniowego dysponują zróżnicowaną informacją o sobie, o produkcie lub zawieranej umowie; zrównoważenie tej asymetrii, które raz przechyla się w kierunku przedsiębiorstw ubezpieczeniowych, a raz w kierunku ubezpieczonego może stanowić podstawę do wprowadzenia odpowiednich aktów prawnych[6];
- pokusa nadużycia (ang. moral hazard) - jest to obniżona przezorność w zachowaniu ubezpieczonych w wyniku zawarcia kontraktu ubezpieczeniowego oraz ich skłonność do nieujawniania znaczących informacji, które mogą w niekorzystny sposób wpłynąć na warunki zawieranej umowy ubezpieczenia; może to spowodować wyższy poziom szkodowości ubezpieczyciela oraz jego podwyższoną zawodność, przeważnie wyodrębnia się dwa typy pokusy nadużycia
  - ex-ante – brak ostrożności, spowodowany występowaniem ochrony zabezpieczającej poszkodowanego w chwili pojawienia się skutków ryzyka;
  - ex-post – bezpodstawne korzystanie ze świadczeń/usług w związku z wystąpieniem ryzyka[5];

- zjawisko negatywnej selekcji – polega na niekorzystnym doborze składu wspólnoty ryzyka wskutek niepełnej informacji. Zakłady ubezpieczeń posiadają mniej informacji o ryzyku niż nabywcy ochrony ubezpieczeniowej, co może prowadzić do podwyższonego ryzyka upadłości ubezpieczyciela. Negatywna selekcja występuje w sytuacji, gdy nabywający ochronę może ukryć przed zakładem ubezpieczeń fakt, że jego ryzyko jest wysokie. To zatajenie sprawia, że negatywna selekcja nazywana jest również ukrytą wiedzą. Problem negatywnej selekcji można rozwiązać na dwa sposoby:
  - zrównoważenie wspólnoty ryzyka – zakład ubezpieczeń szacuje jednakową stawkę określoną na podstawie średniego ryzyka. Jednak w tym przypadku mogą występować problemy związane z tym, że osoby o niskim ryzyku będą zobowiązane do płacenia wyższych składek niż to wynika z ich ryzyka. Natomiast osoby o wysokim ryzyku będą miały szerszą ochronę niż gdyby musiały zapłacić cenę ubezpieczenia w pełni odpowiadającą ich indywidualnemu ryzyku. Istnieje również zagrożenie, że rynek nie spełni oczekiwań, ponieważ osoby o niskim ryzyku wycofają się z ochrony.
  - odseparowanie niskich i wysokich ryzyk od siebie – zakłady ubezpieczeń mogą tego dokonać za pomocą równowagi separacyjnej (samoselekcji). Polega to na wkomponowaniu w produkt ubezpieczeniowy pewnych mechanizmów, które sprawiają, że klienci chętniej ujawniają swoje prawdziwe prawdopodobieństwo. Główną przeszkodą w tym rozwiązaniu jest to, iż samoselekcja może nie być możliwa lub po prostu być nieefektywna[7]. Występowanie tych niebezpieczeństw stanowi przyczynę regulacji ubezpieczeniowych, które mają na celu przeciwdziałanie nim, a także zapewnienie:
    - stabilności rynku – chodzi o to, aby występowała ciągłość podaży ubezpieczeniowej i popytu na usługi ubezpieczeniowe, ma to być efektem właściwego poziomu zaufania do instytucji ubezpieczeniowych;
    - bezpieczeństwa rynku – polega na redukowaniu skutków szoków upadłościowych i budowaniu sieci bezpieczeństwa rynkowego;
    - przejrzystości rynku – czyli otwartej komunikacji podmiotów, które poszukują ochrony z rynkiem oraz odpowiednimi instytucjami;
    - praworządności – zgodnym z prawem zawieraniu transakcji oraz używaniu legalnych środków płatniczych[8].

Jeśli rynek zawiedzie, mogą pojawić się instytucje, które zredukują istniejące problemy. Instytucje te mogą określać się jako ubezpieczeniowe w znaczeniu ochrony przed ryzykiem, chociaż w ściśle aktuarialnym znaczeniu nimi nie są. Instytucja ubezpieczenia społecznego jest przykładem takiej instytucji.